# Mistrzostwa Świata w Snookerze 2012
Mistrzostwa Świata w Snookerze 2012 (ang. 2012 Betfred.com World Snooker Championship) – odbyły się w dniach 21 kwietnia–7 maja 2012 w Crucible Theatre w Sheffield. Była to 75. edycja mistrzostw.
Obrońcą tytułu mistrzowskiego był Szkot John Higgins, który przegrał w drugiej rundzie turnieju 4-13 ze swoim rodakiem, siedmiokrotnym mistrzem świata – Stephenem Hendrym.
Tytuł mistrza świata po raz czwarty w swojej karierze zdobył Anglik Ronnie O’Sullivan, który w finale pokonał Allistera Cartera 18-11.
Turniej transmitowała stacja Eurosport.

## Organizacja turnieju

### Nagrody
|                                        | Nagroda     |
| -------------------------------------- | ----------- |
| Zwycięzca                              | 250 000 £   |
| Finalista                              | 125 000 £   |
| Półfinalista                           | 52 000 £    |
| Ćwierćfinalista                        | 24 050 £    |
| Ostatnia 16                            | 16 000 £    |
| Ostatnia 32                            | 12 600 £    |
| Ostatnia 48                            | 8 200 £     |
| Ostatnia 64                            | 4 600 £     |
| Najwyższy break w fazie telewizyjnej   | 10 000 £    |
| Najwyższy break poza fazą telewizyjną  | 1 000 £     |
| Break maksymalny w fazie telewizyjnej  | 40 000 £    |
| Break maksymalny poza fazą telewizyjną | 1 500 £     |
| Łączna pula nagród                     | 1 152 200 £ |

### Punkty do rankingu
- Zwycięzca turnieju otrzyma: 10000 punktów rankingowych,
- Wicemistrz (runner up): 8000 punktów rankingowych,
- Półfinaliści: 6400 punktów rankingowych,
- Ćwierćfinaliści: 5000 punktów rankingowych,
- Ostatnia 16: 3800 punktów rankingowych,
- Ostatnia 32: 2800 punktów (w przypadku zawodników nierozstawionych) lub 1400 (w przypadku zawodników rozstawionych).

Punktowane były również poszczególne fazy kwalifikacji, przy czym jeżeli rozstawiony zawodnik (grający pierwszy mecz w eliminacjach) przegrywał spotkanie, wówczas dostawał połowę punktów przewidzianych za udział w danej fazie kwalifikacji. Punktacja prezentowała się następująco:
- Ostatnia 48: 2300 punktów rankingowych (1150 dla zawodnika rozstawionego),
- Ostatnia 64: 1800 punktów rankingowych (900),
- Ostatnia 80: 1300 punktów rankingowych (650),
- Ostatnia 96: 800 punktów rankingowych (400).

## Wydarzenia związane z turniejem
- Sędzią finału była Michaela Tabb[2].
- W pierwszej rundzie tegorocznej edycji mistrzostw świata wystąpiło pięciu zawodników pochodzących z Azji – czterech pochodzących z Chin oraz jeden z Hongkongu[3].
- W turnieju wystąpił Luca Brecel – belgijski snookerzysta urodzony w 1995 roku. Był on najmłodszym uczestnikiem MŚ w całej ich historii.
- Pierwszego dnia zawodów – 21 kwietnia, Stephen Hendry uzyskał swojego 11 w karierze breaka maksymalnego w meczu pierwszej rundy ze Stuartem Binghamem[4].
- W tegorocznej edycji snookerowych mistrzostw świata wystąpiło 9 zawodników, który przynajmniej raz w historii sięgali po tytuł mistrza świata.
- Do drugiej rundy turnieju awans wywalczyło zaledwie 8 zawodników rozstawionych. Taka sytuacja poprzednio miała miejsce w mistrzostwach świata w 1992 roku.
- Kacper Filipiak jest pierwszym polskim snookerzystą w historii, który zagrał w meczu kwalifikacji do mistrzostw świata.

## Zawodnicy

### Zawodnicy rozstawieni
W turnieju na 1. pozycji rozstawiony został obrońca tytułu. Następne 15 miejsc zostało obsadzonych według kolejności na liście rankingowej na sezon 2011/2012:
- (w nawiasie okrągłym podano etap na którym zawodnik zakończył udział w turnieju)

1. John Higgins MBE (2R)
2. Mark Selby (1R)
3. Mark Williams (2R)
4. Judd Trump (2R)
5. Shaun Murphy (1R)
6. Neil Robertson (Ćwierćfinał)
7. Ding Junhui (1R)
8. Stephen Maguire (Półfinał)
9. Graeme Dott (1R)
10. Mark Allen (1R)
11. Martin Gould (1R)
12. Stephen Lee (1R)
13. Allister Carter (Finalista)
14. Ronnie O’Sullivan (Zwycięzca)
15. Matthew Stevens (Półfinał)
16. Stuart Bingham (1R)

### Zawodnicy nierozstawieni
Poniżsi zawodnicy uzyskali awans do mistrzostw świata poprzez udział w kwalifikacjach:
- (w nawiasie okrągłym numer zajmowany na liście rankingowej)
- [w nawiasie kwadratowym etap na którym zawodnik zakończył udział w turnieju]

| - Mark Davis (#18) [1R] - Stephen Hendry (#19) [Ćwierćfinał] - Andrew Higginson (#20) [2R] - Marco Fu (#23) [1R] - Barry Hawkins (#24) [2R] - Joe Perry (#25) [2R] - Dominic Dale (#27) [1R] - Peter Ebdon (#28) [1R] | - Ryan Day (#30) [Ćwierćfinał] - Ken Doherty (#32) [1R] - Liang Wenbo (#38) [1R] - Jamie Jones (#41) [Ćwierćfinał] - Liu Chuang (#61) [1R] - David Gilbert (#66) [2R] - Cao Yupeng (#84) [2R] - Luca Brecel (#88) [1R] |

## Przebieg turnieju

### Runda 1

#### J. Higgins – L. Wenbo
Rozegrane w całości dnia 21 kwietnia spotkanie pomiędzy tymi zawodnikami było ich czwartym pojedynkiem w historii; wszystkie poprzednie zakończyły się zwycięstwem tegorocznego obrońcy tytułu mistrza świata, Johna Higginsa.
Pierwsza sesja meczu rozegrana w godzinach porannych i południowych była wyrównana i zakończyła się niewielkim prowadzeniem Higginsa 5-4.
Po wznowieniu meczu w sesji wieczornej tego samego dnia, Higginsowi udało się powiększyć przewagę na 6-4, jednak cztery kolejne partie okazały się zwycięskie dla Lianga Wenbo. Przy prowadzeniu Chińczyka 8-6, Higgins zaczął odrabiać straty (w 15. framie padł najwyższy i jedyny stupunktowy break tego meczu: 133 punkty Johna Higginsa). Pod koniec ostatniej z możliwych – 19 partii meczu – przy dwóch bilach czerwonych na stole i ośmiopunktowej przewadze Wenbo zdecydował się wbijać dubla. Spudłował, a trudny układ bil – z jedną czerwoną na bandzie – Higgins zamienił w wygrywające podejście. Ostatecznie całe spotkanie zakończyło się wygraną czterokrotnego mistrza świata, Johna Higginsa 10-9.
Wyniki meczu:

sesja I: 61-38, 79 (71)-45, 42-90 (64), 74-56, 9-64 (64), 34-59, 1-97, 76-54, 66-22

sesja II: 84-5, 26-62, 4-115 (72), 2-65, 18-99 (92), 133 (133)-0, 67-42, 60-11, 1-75 (75), 71-52

#### S. Bingham – S. Hendry
Pierwsza sesja tego spotkania odbyła się 21 kwietnia, druga zaś dzień później, w niedzielę, 22 kwietnia.
Pierwszą sesję spotkania Hendry rozpoczął od wygrania trzech frame’ów, czwarty frame zaś okazał się zwycięski dla Binghama w wyniku czego na pierwszą przerwę zawodnicy schodzili przy prowadzeniu Szkota 3-1. Po powrocie do stołu, w drugiej części spotkania zdecydowanie lepszym zawodnikiem okazał się Stephen Hendry, wygrał wszystkie partie tej części spotkania, a w siódmej partii spotkania popisał się wbiciem breaka maksymalnego.
W drugiej sesji, od samego początku, Stuart Bingham rozpoczął odrabianie strat wygrywając trzy pierwsze partie. Później jednak dwie kolejne okazały się zwycięskie dla Hendry’ego. Tym samym całe spotkanie zakończyło się zwycięstwem Szkota 10-4.
Wyniki meczu:

sesja I: 69-44, 101 (100)-9, 89 (89)-16, 45-65, 82 (78)-0, 75 (61)-6, 147 (147)-0, 89 (75)-7, 73 (65)-2

sesja II: 4-89 (52), 42-76 (53), 45-57, 63-55, 96 (96)-0

#### G. Dott – J. Perry
Spotkanie pomiędzy tymi zawodnikami rozegrane zostało w dwóch sesjach, z których pierwsza miała miejsce 24 kwietnia a druga 25 kwietnia.
Od samego początku spotkania zdecydowaną dominacją przy stole popisał się Anglik Joe Perry, który do przerwy prowadził nad Szkotem Graeme Dottem 4-0, a na koniec pierwszej sesji tego spotkania 8-1. Szkot zdołał wygrać tylko jedną, ostatnią partię tej sesji, a dziewiątą całego spotkania.
Druga część tego pojedynku zakończyła się po zaledwie dwóch frame’ach wygranych przez Anglika. Ostatecznie całe spotkanie zakończyło się zwycięstwem Joe Perry’ego 10-1.
Wyniki meczu:

sesja I: 7-64, 33-71, 17-72, 12-94 (51), 39-68, 20-52, 7-56, 32-59 (54), 65-32

sesja II: 18-73 (59), 7-78 (56).

#### S. Maguire – L. Brecel
Pojedynek tych zawodników został rozegrany w dwóch sesjach, z których pierwsza miała miejsce 22 kwietnia, a druga 23 kwietnia.
W pierwszej części spotkania zdecydowaną dominację przy snookerowym stole pokazał Stephen Maguire, który wypracował cztero-frame’ową przewagę nad 17-letnim Luca Brecelem. Wynik do przerwy: 4-0. Po powrocie do stołu Brecel rozpoczął pogoń za przeciwnikiem, której rezultatem było wygranie trzech z pięciu partii. Pierwsza sesja tego meczu zakończyła się wynikiem 6-3 dla Szkota. W ósmym framie padł jedyny stupunktowy tego dnia, i jak się później okazało najwyższy break całego spotkania: 116 punktów Brecela.
Następnego dnia, w drugiej sesji tego spotkania Belg zaczął od mocnego uderzenia wygrywając pierwszą partię budując 86-punktowy break. W odpowiedzi Maguire zwyciężając w trzech kolejnych partiach (wbijając drugiego stupunktowego breaka: 101 punktów w 12. framie) przybliżył się znacznie do zwycięstwa w spotkaniu prowadząc 9-4. W rezultacie takiego biegu wydarzeń Brecel nie był w stanie nawiązać walki ze Szkotem, a całe spotkanie zakończyło się zwycięstwem Stephena Maguire’a 10-5.
Wyniki meczu:

sesja I: 84-0, 55-53, 97 (54)-12, 79-56, 0-96 (96), 64-63 (63), 80-35, 0-116 (116), 0-79 (62)

sesja II: 1-90 (86), 73-8, 105 (101)-24, 94 (94)-1, 37-66, 64-15.

#### S. Murphy – J. Jones
Mecz między tymi zawodnikami został rozegrany w dwóch sesjach, w dniach 22. oraz 23 kwietnia.
Pierwsza sesja spotkania pomiędzy Anglikiem Shaunem Murphym i debiutantem mistrzostw świata, Walijczykiem Jamie Jonesem była wyrównana. Zawodnicy schodzili na przerwę przy stanie 2-2. Po powrocie do stołu sytuacja była podobna. W dwóch ostatnich frame’ach padły dwa breaki stupunktowe: 134 punkty Jonesa i 102 punkty Murphy’ego. Ta sesja zakończyła się niewielkim prowadzeniem Shauna Murphy’ego 5-4.
Początek drugiej sesji spotkania także był wyrównany; po czternastu frame’ach wynik wynosił 7-7. Jednak w kolejnej odsłonie pojedynku Jones popisał się 136-punktowym breakiem. To podcięło skrzydła Anglikowi, który zdołał wygrać jeszcze tylko jednego frame’a. Ostatecznie całe spotkanie zakończyło się zwycięstwem Jamiego Jonesa 10-8.
Wyniki meczu:

sesja I: 31-76 (50), 72-21, 62-65, 77 (77)-1, 68 (68)-17, 17-92, 62-42, 0-134 (134), 102 (102)-4

sesja II: 73 (73)-0, 45-63, 101 (101)-0, 7-68 (68), 31-72, 0-136 (136), 58-84, 74-47, 12-67.

#### S. Lee – A. Higginson
Spotkanie zostało rozegrane w dwóch sesjach, z których pierwsza miała miejsce 23 kwietnia a druga 24 kwietnia.
Pierwsza część pierwszej sesji tego spotkania była wyrównana, czego efektem był remis 2-2 przy którym Stephen Lee i Andrew Higginson schodzili na przerwę. Druga część tej sesji miała podobny, wyrównany przebieg, bowiem zakończyła się nieznacznym prowadzeniem Higginsona 5-4.
Druga odsłona tego pojedynku rozegrana dzień później miała dwa oblicza. Pierwsza część tej sesji była wyrównanym pojedynkiem „frame za frame” obu zawodników, po przerwie jednak widowisko zmieniło się na bardziej jednostronne, bowiem trzy kolejne partie wygrane przez Andrew Higginsona dały mu zwycięstwo w całym spotkaniu 10-6. Najwyższy break tego spotkania, autorstwa Higginsona padł w czternastej partii i wyniósł 111 punktów.
Wyniki meczu:

sesja I: 73 (68)-39, 0-79 (72), 108 (60)-5, 40-'71', 114 (110)-1, 0-73 (61), 22-67, 1-74, 62 (59)-28

sesja II: 18-68, 126 (102)-0, 40-69, 71-44, 6-115 (111), 34-73 (51), 6-98 (61).

#### A. Carter – M. Davis
Spotkanie to rozegrano w dwóch sesjach, z których pierwsza miała miejsce 25 kwietnia, druga zaś dzień później, 26 kwietnia.
Pierwszą sesję Allister Carter rozpoczął dosyć pewnie wygrywając dwa pierwsze frame’y. Trzecia partia natomiast wygrana przez Marka Davisa była jedyną zwycięską dla tego zawodnika w tej sesji spotkania. Do przerwy Carter wysunął się na dwuframe’owe prowadzenie 3-1. Po powrocie z przerwy, kolejne partie były kontynuacją dobrej passy Cartera. Ostatecznie pierwsza sesja zakończyła się prowadzeniem Cartera 8-1.
Następnego dnia, do zakończenia całego meczu wystarczyło rozegranie zaledwie trzech partii. W całym meczu zwyciężył Allister Carter, pokonując Marka Davisa 10-2.
Wyniki meczu:

sesja I: 99-29, 94 (65)-0, 40-78, 56-32, 72 (72)-16, 101 (101)-0, 65-39, 108 (76)-9, 68 (57)-0

sesja II: 98-0, 17-72, 132-1.

#### J. Trump – D. Dale
Spotkanie to rozegrane zostało w dwóch sesjach, z których pierwsza odbyła się 24 kwietnia, druga zaś 25 kwietnia. Zawodnicy spotkali się ze sobą przy snookerowym stole po raz drugi.
W pierwszej części tego spotkania lepszym zawodnikiem był Walijczyk Dominic Dale, który schodząc na regulaminową przerwę prowadził w meczu z Anglikiem Juddem Trumpem 3-1. W drugiej części losy tego pojedynku uległy odwróceniu. Pogoń za przeciwnikiem rozpoczął Judd Trump, który wygrywając cztery z pięciu rozegranych partii zakończył tę sesję na prowadzeniu 5-4.
Następnego dnia w pierwszej części sesji zawodnicy prowadzili wyrównany pojedynek aż do czternastego frame’a, po którym miał miejsce remis 7-7. W kolejnych partiach młody Anglik pewnie kroczył do zwycięstwa ostatecznie zwyciężając w całym spotkaniu 10-7.
Wyniki meczu:

sesja I: 57-59, 85 (57)-0, 16-89 (59), 33-76 (75), 69 (54)-37, 66 (54)-31, 28-76 (68), 74-7, 121 (53, 68)-1

sesja II: 5-71, 40-70, 115 (114)-1, 1-80 (80), 91-23, 64-16, 72-60 ??-??.

#### M. Williams – L. Chuang
Spotkanie to rozegrano w dwóch sesjach, z których pierwsza miała miejsce 25 kwietnia, druga zaś dzień później, 26 kwietnia.
W pierwszej sesji rozegranej pomiędzy Walijczykiem Markiem Williamsem a Chińczykiem Liu Chuangiem, do regulaminowej przerwy zawodnicy rozegrali dość wyrównany pojedynek czego odzwierciedleniem był wynik 2-2. Po powrocie do stołu, od szóstej partii Williams rozpoczął atak na przeciwnika i ostatecznie na zakończenie pierwszej sesji meczu wyszedł na prowadzenie 6-3. W ostatniej partii tej sesji Mark Williams zbudował breaka w wysokości 111 punktów, który następnego dnia okazał się najwyższym breakiem spotkania i jedynym breakiem stupunktowym w całym spotkaniu.
W drugiej części tego spotkania zwycięstwo trzech pierwszych partiach dało Williamsowi sześcioframe’ową przewagę (9-3). Jednak czwartą partię tej sesji wygrał Chińczyk, w wyniku czego zdołał doprowadzić do przerwy. Kolejne partie, w których lepszym zawodnikiem znów był Liu Chuang spowodowały częściowe odrobienie strat i doprowadzenie do wyniku 9-6. Kolejny frame okazał się zwycięski dla Williamsa i ostatnim w całym spotkaniu. Zwycięzcą został Mark Williams, który pokonał Liu Chuanga 10-6.
Wyniki meczu:

sesja I: 1-76 (51), 74-36, 40-70, 66 (57)-42, 76-0, 44-64, 68-26, 72 (72)-56, 111 (111)-0

sesja II: 73 (72)-0, 68-57, 98-0, 46-68 (50), 41-52, 43-74 (53), 76-0.

#### R. O’Sullivan – P. Ebdon
Pierwsza sesja tego spotkania odbyła się 23 kwietnia, druga zaś dzień później, 24 kwietnia.
Pojedynek dwóch Anglików: Ronniego O’Sullivana z Peterem Ebdonem rozpoczęło się od frame’a, którego rozstrzygnięcie zapadło dopiero po dogrywce na czarnej bili. Wymieniając zagrania odstawne, obaj snookerzyści wykonali łącznie 21 uderzeń, w trakcie których obaj nie wykorzystali po jednej złotej szansie na wbicie. Wszystko zakończyło się po trudnym, lecz celnym cięciu O’Sullivana. Dalsza część tego spotkania przebiegała pod znakiem wypracowywania sobie przewago przez trzykrotnego snookerowego mistrza świata. W rezultacie ta sesja zakończyła się prowadzeniem O’Sullivana 7-2.
Druga sesja spotkania rozegrana dzień później była wyrównana, jednak Ebdon wygrywając zaledwie dwie partie nie zdołał odrobić strat do przeciwnika. Całe spotkanie zakończyło się zwycięstwem O’Sullivana 10-4.
Wyniki meczu:

sesja I: 71-64, 0-76, 103 (103)-17, 68-37, 87-18, 88 (81)-25, 71-24, 69-66, 7-90 (90)

sesja II: 80 (80)-40, 22-75, 76 (68)-8, 9-96 (51), 73-56.

#### M. Gould – D. Gilbert
Pierwsza sesja tego spotkania odbyła się 21 kwietnia, druga zaś 22 kwietnia.
Pierwsza część tej sesji zaczęła się od mocnego uderzenia Davida Gilberta, który wygrał trzy pierwsze partie spotkania, w czwartej zaś lepszym okazał się Martin Gould. W wyniku tego zawodnicy schodzili na przerwę przy prowadzeniu Gilberta 3-1. W drugiej części Gouldowi nie udało się nawiązać walki z przeciwnikiem, a cała sesja zakończyła się prowadzeniem Davida Gilberta 6-3. Najwyższy break w tej sesji padł dwukrotnie (w drugim i ósmym framie), wbity przez Gilberta i wyniósł 72 punkty.
W drugiej sesji tego pojedynku Gould zaczął odrabiać straty, i wbijając breaki w wysokości 136 i 109 punktów doprowadził do swojego „come backu” w tym spotkaniu, ustalając wynik meczu na 9-8 dla Gilberta. Kolejna partia, zwycięska dla Gilberta, okazała się jednak ostatnią w tym pojedynku, w wyniku czego całe spotkanie zakończyło się zwycięstwem Davida Gilberta 10-8.
Wyniki meczu:

sesja I: 23-67 (58), 62 (62)-72 (72), 34-91 (54), 81 (55)-22, 72 (51)-47, 18-63 (61), 18-98 (65), 17-72 (72), 64-26

sesja II: 57-68, 98 (56)-12, 75 (75)-20, 47-68, 136 (136)-0, 117 (109)-4, 24-65 (55), 63 (53)-21, ??-??.

#### N. Robertson – K. Doherty
Pierwsza sesja tego pojedynku rozegrana została 21 kwietnia, druga zaś 22 kwietnia.
Pierwsza część tej sesji zakończyła się zwycięsko dla Neila Robertsona, który na przerwę schodził przy swoim prowadzeniu 3-1. W jedynym wygranym framie przez Kena Doherty’ego padł break w wysokości 104 punktów. Druga część rozgrywana była pod dyktando mistrza świata z 2010 roku, który dał przeciwnikowi wygrać tylko pierwszą partię po przerwie. W pozostałych lepszy okazał się Australijczyk, który w trzech kolejnych frame’ach wbił trzy stupunktowe breaki: 106, 108 i 100 punktów, stając się tym samym czwartym snookerzystą, któremu taki wyczyn udał się podczas snookerowych mistrzostw świata.
Druga sesja rozegrana dzień później miała podobny przebieg do tej z dnia poprzedniego. Irlandczykowi udało się wygrać tylko dwie partie. Ostatecznie zwycięzcą spotkania został Neil Robertson, który pokonał Kena Doherty’ego 10-4.
Wyniki meczu:

sesja I: 68-46, 0-104 (104), 51-17, 75 (74)-41, 0-84 (70), 71-64, 106 (106)-11, 110 (108)-0, 100 (100)-0

sesja II: 0-56, 74 (66)-20, 34-83, 73 (72)-30, 66-55.

#### D. Junhui – R. Day
Pierwsza sesja tego spotkania odbyła się 24 kwietnia, druga zaś dzień później, w środę, 25 kwietnia.
Początek pierwszej sesji tego spotkania był wyrównanym pojedynkiem Ding Junhuia i Ryana Daya, którzy na przerwę schodzili przy remisie 2-2. Druga część tej sesji także miała wyrównany przebieg, czego odzwierciedleniem było nieznaczne prowadzenie Chińczyka na koniec tej sesji i wyniosło 5-4. W piątym framie padł najwyższy break całego spotkania autorstwa Ding Jinhuia i wyniósł 100 punktów.
Drugiego dnia tego meczu wyrównany stan utrzymywał się do wyniku 6-6. Po tym Ding „odskoczył” Walijczykowi na 2 partie, po czym nastąpił odzew Daya, który wygrywając partię zmniejszył dystans do przeciwnika doprowadzając do wyniku 8-7 dla Dinga. Kolejna partia, zwycięska dla Chińczyka i dająca mu prowadzenie 9-7 znacznie przybliżyła go do zwycięstwa w całym spotkaniu. Po tym framie nastąpił jednak niespodziewany zwrot w pojedynku tych zawodników. Ding Junhui nie wykorzystał okazji na pokonanie Ryana Daya 10-7, choć miał kilka sytuacji dających mu taką możliwość. Dużą szansę dostał też w dziewiętnastej partii, ale przy prowadzeniu 48-10 spudłował łatwą czerwoną. Ryan Day, grając pod ogromną presją, „sczyścił stół” do różowej bili i dzięki temu wygrał cały mecz 10-9.
Wyniki meczu:

sesja I: 69-39, 27-106, 79-0, 8-78 (77), 100 (100)-0, 21-76, 7-75, 46-66, 76 (53)-4

sesja II: 28-74 (70), 92-14, 20-68 (52), 126 (69)-0, 68 (56)-20, 21-64, 81 (57)-17, 22-79 (79), 30-65, 48-74 (64).

#### M. Allen – C. Yupeng
Mecz ten rozegrany został w dwóch sesjach: pierwsza z nich miała miejsce 21 kwietnia, druga zaś 22 kwietnia.
Na początku spotkania lepszym zawodnikiem okazał się debiutant mistrzostw świata Cao Yupeng, który na przerwę w tej sesji schodził z przewagą nad Markiem Allenem 3-1. W drugiej części tej sesji reprezentant Irlandii Północnej zaczął odrabiać straty i całą sesję zakończył ze stratą jednego frame’a do przeciwnika. M.Allen – C. Yupeng: 4-5.
Dzień później, w drugiej sesji spotkania, reprezentant Chin od samego początku grając ofensywnie powiększał swoją przewagę nad Allenem wbijając dwa wysokie breaki: 113 i 108 punktów. Odpowiedź Allena w postaci breaka 104-punktowego zmniejszyła minimalnie stratę do przeciwnika, jednak kolejny frame okazał się ostatnią partią tego meczu. Całe spotkanie zakończyło się wygraną Cao Yupenga 10-6.
Wyniki meczu:

sesja I: 45-88 (70), 42-51, 8-81 (69), 86 (86)-0, 46-74, 76-9, 10-73 (51), 66-27, 113 (88)-12

sesja II: 15-71, 2-109 (108), 77-16, 14-91, 0-117 (113), 104 (104)-30, 55-64.

#### M. Stevens – M. Fu
Pojedynek pomiędzy tymi zawodnikami rozegrany został w całości 23 kwietnia.
Pierwsza sesja spotkania pomiędzy reprezentantem Walii Matthew Stevensem a reprezentantem Hongkongu Marco Fu była zdecydowanie jednostronnym widowiskiem. Osiem pierwszych frame’ów wygrał Walijczyk wbijając pięć breaków powyżej 50 punktów. Marco Fu zdołał wygrać tylko ostatniego frame’a budując breaka w wysokości 51 punktów. Ostatecznie pierwsza sesja spotkania zakończyła się wynikiem 8-1 dla Stevensa.
Drugą sesję Marco Fu rozpoczął budując 65-punktowego breaka, i tym samym wygrywając pierwszą partię. W kolejnej partii lepszym zawodnikiem okazał się Stevens, zaś w trzecim framie tej sesji a dwunastym całego spotkania znów triumfował reprezentant Hongkongu. Czwarty frame tej sesji, wygrany przez Matthew Stevensa, okazał się ostatnią partią całego spotkania, które zakończyło się wysokim zwycięstwem Walijczyka 10-3.
Wyniki meczu:

sesja I: 67-31, 72 (67)-25, 57-36, 81 (81)-0, 77 (67)-0, 75 (66)-20, 74 (55)-41, 69-55 (55), 1-66 (51)

sesja II: 4-65 (65), 70-62, 1-81, 82-35.

#### M. Selby – B. Hawkins
Pojedynek tych zawodników został rozegrany w dwóch sesjach, z których pierwsza miała miejsce 24 kwietnia, a druga 25 kwietnia.
Pierwsza część pierwszej sesji tego spotkania ułożyła się pomyślniej dla Barry’ego Hawkinsa, który do przerwy prowadził nad aktualnym liderem światowego rankingu snookerowego Markiem Selby 3-1. Po przerwie zabierając się za odrabianie strat doprowadził do remisu, jednak w kolejnych partiach lepszym okazał się Barry Hawkins, wynikiem czego ta sesja zakończyła się prowadzeniem Hawkinsa 6-3.
Następnego dnia, w drugiej sesji tego pojedynku wszystko układało się zdecydowanie po myśli Barry’ego Hawkinsa, który do zakończenia spotkania doprowadził już po czterech partiach, ostatecznie pokonując swojego bardziej utytułowanego rodaka 10-3.
Wyniki meczu:

sesja I: 17-73 (73), 74 (64)-1, 31-74 (58), 14-68 (64), 104-7, 73-54, 8-88 (63), 34-82, 38-61

sesja II: 44-71, 0-86 (56), 21-89, ??-??.

### Runda 2

#### J. Higgins – S. Hendry
Spotkanie tych zawodników przy snookerowym stole podzielone było na trzy sesje, które miały miejsce 27. (sesja poranna i wieczorna) i 28 kwietnia (sesja popołudniowa).
Pojedynek między tymi zawodnikami był ich 39 spotkaniem przy snookerowym stole, jednak po raz pierwszy ci zawodnicy rozegrali pojedynek podczas snookerowych Mistrzostw Świata.
Pierwsza sesja pojedynku dwóch doświadczonych Szkotów stała na dobrym poziomie i rozpoczęła się bardzo obiecująco dla Johna Higginsa. Obrońca tytułu wyszedł na prowadzenie 2-0, jednak szybko nastąpiła odpowiedź Hendry’ego. Na przerwę zawodnicy schodzili przy remisie 2-2. Tuż po przerwie, w piątej partii meczu, John Higgins popisał się breakiem w wysokości 124 punktów, który okazał się później najwyższym breakiem w całym spotkaniu. Ostatecznie ta część pojedynku zakończyła się wynikiem 5-3 dla starszego ze Szkotów, ale obaj zawodnicy zanotowali na swoim koncie skuteczność wbić powyżej 90%.
Druga sesja, rozegrana wieczorem tego samego dnia co pierwsza z nich, przyniosła znaczną zmianę losów spotkania. Od samego początku John Higgins był nieskuteczny w wbiciach. Na regulaminową przerwę zawodnicy schodzili przy prowadzeniu Hendry’ego 8-4. Po powrocie Higginsowi nie udało się już wygrać ani jednej partii, choć był tego bliski w piętnastym framie. Ostatecznie ta sesja meczu zakończyła się prowadzeniem Stephena Hendry’ego 12-4.
Ostatnia, trzecia sesja tego pojedynku trwała zaledwie jeden frame. Mimo że pierwszy wbijanie rozpoczął John Higgins, to break Hendry’ego w wysokości 64 punktów zakończył całe spotkanie. Ostatecznie siedmiokrotny Mistrz Świata, Stephen Hendry, pokonał swojego młodszego rodaka 13-4.
Wyniki meczu:

sesja I: 86-16, 86 (52)-12, 0-101 (81), 31-102 (69), 124 (124)-9, 5-93 (93), 0-123 (123), 7-67 (67)

sesja II: 64-76, 16-65 (51), 57-54, 0-99, 48-62, 8-58, 55-72 (66), 1-83 (83)

sesja III: 27-64 (64).

#### J. Perry – S. Maguire
Pojedynek tych zawodników rozegrany został w trzech sesjach: 26. (sesja wieczorna), 27. (sesja popołudniowa), oraz 28. (sesja poranna) kwietnia.
Pierwsza sesja rozpoczęła się od 115-punktowego breaka Joe Perry’ego, jednak odpowiedź Magiure'a w postaci dwóch breaków po 101 punktów była szybka. W czwartym framie też lepszym był Szkot. Wynik do przerwy: 3-1 dla Stephena Maguire’a. Po przerwie Szkot uciekał, a gonił Anglik, w wyniku czego ta część sesji zakończyła się remisem co w całkowitym rezultacie dało 5-3 dla Maguire’a.
Początek drugiej sesji meczu należał do Szkota, który wygrał dwie pierwsze partie. Perry starał się gonić rywala i w głównej mierze dzięki błędom Maguire’a zdołał wygrać kolejną partię. Na regulaminową przerwę zawodnicy schodzili przy prowadzeniu Stephena 8-4, bowiem wbijając 84 punkty w podejściu Maguire zdołał wygrać dwunasty frame. Po przerwie obraz gry nie uległ większej zmianie. Maguire kontrolował przebieg spotkania i wykorzystując błędu Perry’ego podwyższył prowadzenie w całym meczu na 10-4. W ostatnich dwóch partiach obaj zawodnicy podzielili się punktami, a ostatecznie druga sesja tego pojedynku zakończyła się wynikiem 11-5 dla Stephena Maguire’a.
Trzecia sesja nie rozpoczęła się dla Stephena Maguire’a najlepiej. Popełniał on proste błędy i szybko przegrał dwie pierwsze partie, przez co jego prowadzenie zmalało do czterech frame’ów. Szkot jednak rozpoczął atak. Po wygraniu dziewiętnastej partii i wyjściu na prowadzenie 12-7, w kolejnej partii Maguire był bliski wbicia nawet brejka stupunktowego, jednak pogubił się w kulminacyjnym jego punkcie i skończyło się na 79 punktach w jednym podejściu. Ostatecznie całe spotkanie zakończyło się zwycięstwem Stephena Magure'a 13-7.
Wyniki meczu:

sesja I: 116 (115)-0, 15-109 (101), 13-101 (101), 23-78 (52), 0 -104 (65), 68 (68)-27, 30-88 (88), 82 (82)-4

sesja II: 23-81, 57 (57)-67, 57-17, 0-95 (91), 52 (52)-80 (80), 29-82, 117 (103)-8, 31-86 (75)

sesja III: 67-21, 76-4, 32-65, 0-79 (79).

#### J. Jones – A. Higginson
Pierwsza i druga sesja tego spotkania odbyła się 29 kwietnia (sesja popołudniowa i wieczorna), zaś trzecia dzień później, 30 kwietnia (sesja wieczorna).
Pierwsza sesja tego pojedynku była nerwowa, zawodnicy bowiem przeplatali bardzo dobre zagrania, pudłami na dość prostych bilach. Dlatego też na regulaminową przerwę schodzili przy wyniku 2-2. Po przerwie obraz gry nie uległ znacznej zmianie, jednak Higginson znacznie bardziej przyłożył się do poszczególnych zagrań wygrywając dwa kolejne frejmy i doprowadzając tym samym do stanu 4-2. Ostatnie dwa framy na swoją korzyść rozstrzygnąć Walijczyk i sesja ta zakończyła się remisem 4-4.
Początek drugiej sesji tego meczu dobrze rozpoczął się dla Jamiego Jonesa, który wygrywając trzy kolejne frame’y prowadził do przerwy 7-5. Partie po przerwie rozgrywane były również "pod dyktando" Walijczyka, który na koniec tej sesji wypracował sobie bezpieczną przewagę 10-6.
W trzeciej, ostatniej sesji spotkania doszło do niemałej niespodzianki. Od początku do odrabiania strat zabrał się Andrew Higginson, któremu dzięki wygraniu czterech kolejnych partii udało się doprowadzić do remisu 10-10. Po regulaminowej przerwie Walijczyk wygrał dwudziestą pierwszą partię powracając na prowadzenie 11-10, a w kolejnym framie zbudował breaka w wysokości 135 punktów, powiększając prowadzenie do dwóch partii. Kolejną partię również wygrał Jamie Jones ostatecznie pokonując Anglika Andrew Higginsona 13-10.
Wyniki meczu:

sesja I: 83-21, 63-33, 41-78, 0-65, 25-69 (54), 44-76, 63-62, 100 (72)-24

sesja II: 95 (95)-0, 70 (55)-49, 68 (65)-35, 1-89 (89), 101 (101)-26, 71 (51)-47, 36-90 (82), 64-57

sesja III: 19-61 (54), 8-64, 21-65 (53), 26-70, 89 (50)-1, 135 (135)-0, ??-??.

#### A. Carter – J. Trump
Pojedynek tych dwóch zawodników rozegrany został w trzech sesjach: 28. (sesja wieczorna), 29. (sesja popołudniowa), oraz 30. (sesja popołudniowa) kwietnia.
Początek pierwszej sesji należał do Allistera Cartera, który wygrał dwa pierwsze framy. Natomiast po przełamaniu w trzeciej partii Trump wyrównał ten wynik i zawodnicy do regulaminowej przerwy mieli remis 2-2. Po przerwie na prowadzenie wysunął się Judd Trump, by potem przegrać w dwóch następnych partiach. Ostatnia partia sesji dobrze zaczęła się dla Cartera, ale później do głosu doszedł wicemistrz świata, który zachwycał publiczność świetnymi zagraniami, a także wyjściami na kolejne bile, ale pudło na różowej przekreśliło jego szanse na zremisowanie i ostatecznie Allister Carter prowadził po pierwszej sesji 5-3.
Od początku drugiej sesji tego spotkania swoją pogoń za Carterem rozpoczął Judd Trump, który rozpoczął od 120-punktowego breaka. Kolejna partia także należała do niego, dzięki czemu Trump doprowadził do wyrównania wyniku. Odpowiedź Cartera była natychmiastowa – 113 punktów w trzeciej partii tej sesji spowodowało wyjście Cartera na prowadzenie. Przed regulaminową przerwą młodszy z Anglików wyrównał wynik, w wyniku czego na przerwę schodzili przy remisie 6-6. Po powrocie do stołu Trump wygrał dwie partie wypracowując  dwuframe’ową przewagę nad rywalem. Następnie partię znowu zdobył Carter zmniejszając przewagę Trumpa, jednak ten na koniec drugiej sesji zdobył frame’a ostatecznie kończąc tę sesję meczu wynikiem 9-7 dla Judda Trumpa.
Trzecia sesja rozpoczęła się zwycięstwem w pierwszej partii Judda Trumpa, który powiększył swoją przewagę do trzech partii. Odpowiedź Allistera Cartera nastąpiła już w kolejnym framie – Carter budując breaka w wysokości 70 punktów zmniejszył swoją stratę do Trumpa ustalając wynik na 10-8. Dziewiętnasty frame tego spotkania mógł się okazać najbardziej emocjonującym w całym spotkaniu – najpierw Carter pomylił się na długiej czerwonej, dzięki czemu łatwy start miał Judd Trump. Młodszy z Anglików rozpoczął atak na breaka maksymalnego, jednak przy 96 punktach nie zdołał dotrzeć na jedną z trzech czerwonych pozostających na stole. Kolejna partia zwycięska dla Cartera dała remis 2-2 w "mini-sesji", a wynik spotkania wynosił 11-9. Po przerwie partię wygrał Judd Trump, który przy stanie 12-9 potrzebował zaledwie jednego frame’a do awansu do kolejnej rundy mistrzostw. Do gry jednak powrócił Allister Carter, który rozpoczął atak na przeciwnika. Kolejne partie były pokazem gry taktycznej, której efektem było zwycięstwo w kolejnych czterech frame’ach. W efekcie tego całe spotkanie zakończyło się zwycięstwem Allistera Cartera dopiero w ostatniej partii meczu 13-12.
Wyniki meczu:

sesja I:63-10, 75-47, 0-74, 0-71 (70), 0-96 (62), 72-34, 93-0, 60-44

sesja II: 0-129 (120), 46-54, 132 (113)-0, 36-69, 17-99 (60), 0-79 (79),64 (54)-37, 38-75

sesja III: ??-??, 101 (70)-34, 0-96 (96), 94 (94)-1, ??-??, ??-??, ??-??, 85 (81)-7, 81 (53)-8.

#### M. Williams – R. O’Sullivan
Pojedynek tych dwóch zawodników rozegrany został w trzech sesjach: 28. (sesja wieczorna), 29. (sesja popołudniowa), oraz 30. (sesja popołudniowa) kwietnia.
Pierwsza sesja rozpoczęła się od bardzo zaciętego pojedynku tych zawodników w wyniku czego na przerwę schodzili oni przy remisie 2-2. Po powrocie do stołu, w piątej partii wbijanie znów rozpoczął Ronnie O’Sullivan, jednak zatrzymał się na 37 punktach na liczniku. Swoją szansę otrzymał Walijczyk, jednak spudłował rozbicie z bili czarnej i również odszedł od stołu przy 37 punktach. Williams bardzo szybko otrzymał kolejną szansę wbijania i uzyskał przewagę, przy której O’Sullivan potrzebował już snookera. Ydołał go postawić, jednak pudło Walijczyka nic nie zmieniło – nie wystawił gry, a sam wbił bilę brązową dokładając po chwili bilę niebieską, którą trafił dublem. Objął tym samym prowadzenie 3-2. Kolejne partie jednak wygrane przez Ronniego O’Sullivana spowodowały wyjście Anglika na prowadzenie na zakończenie tej sesji 5-3
Druga sesja tego spotkania rozpoczęła się dobrze dla Anglika, który zdobył cztery pierwsze partie i wysunął się na sześcioframe’owe prowadzenie. Przy takim układzie Mark Williams znalazł się w trudniej sytuacji. Po regulaminowej przerwie przy stole nadal dominował Ronnie O’Sullivan, który w trakcie trwania tej dobrej passy wbił także brake'a o wartości 128 punktów. Markowi Williamsowi udało się zdobyć jeszcze dwa frame’y w ostatnich dwóch partiach meczu. Ostatecznie ta sesja zakończyła się prowadzeniem trzykrotnego mistrza świata 11-5.
Trzecia sesja tego spotkania trwała zaledwie trzy partie. W pierwszym framie triumfował O’Sullivan, w drugim Williams a w trzecim ponownie O’Sullivan, który zwyciężył w całym spotkaniu pokonując Marka Williamsa 13-6.
Wyniki meczu:

sesja I: 72-48, 9-116 (57, 53), 4-95 (95), 64 (64)-56 (56), 82-55, 28-66, 0-86, 45-68

sesja II: 26-107 (107), 16-78 (74), 37-83, 27-68 (68), 0-132 (128), 0-93, 86 (86)-2, 65-55

sesja III: 5-67 (66), 72-28, 36-105 (65).

## Drabinka turniejowa
|  |                         |                         |                         |                   |         |                         |                         |                         |  |  |                              |                              |                              |  |  |                           |                           |                           |  |  |                       |                       |                       |
|  | Runda 1 (do 10 frejmów) | Runda 1 (do 10 frejmów) | Runda 1 (do 10 frejmów) |                   |         | Runda 2 (do 13 frejmów) | Runda 2 (do 13 frejmów) | Runda 2 (do 13 frejmów) |  |  | Ćwierćfinały (do 13 frejmów) | Ćwierćfinały (do 13 frejmów) | Ćwierćfinały (do 13 frejmów) |  |  | Półfinały (do 17 frejmów) | Półfinały (do 17 frejmów) | Półfinały (do 17 frejmów) |  |  | Finał (do 18 frejmów) | Finał (do 18 frejmów) | Finał (do 18 frejmów) |
|  | Runda 1 (do 10 frejmów) | Runda 1 (do 10 frejmów) | Runda 1 (do 10 frejmów) |                   |         | Runda 2 (do 13 frejmów) | Runda 2 (do 13 frejmów) | Runda 2 (do 13 frejmów) |  |  | Ćwierćfinały (do 13 frejmów) | Ćwierćfinały (do 13 frejmów) | Ćwierćfinały (do 13 frejmów) |  |  | Półfinały (do 17 frejmów) | Półfinały (do 17 frejmów) | Półfinały (do 17 frejmów) |  |  | Finał (do 18 frejmów) | Finał (do 18 frejmów) | Finał (do 18 frejmów) |
|  |                         |                         |                         |                   |         |                         |                         |                         |  |  |                              |                              |                              |  |  |                           |                           |                           |  |  |                       |                       |                       |
|  |                         |                         |                         |                   |         |                         |                         |                         |  |  |                              |                              |                              |  |  |                           |                           |                           |  |  |                       |                       |                       |
|  | Szkocja                 | John Higgins            | 10                      |                   |         |                         |                         |                         |  |  |                              |                              |                              |  |  |                           |                           |                           |  |  |                       |                       |                       |
|  | Szkocja                 | John Higgins            | 10                      |                   |         |                         |                         |                         |  |  |                              |                              |                              |  |  |                           |                           |                           |  |  |                       |                       |                       |
|  |                         | Liang Wenbo             | 9                       |                   |         |                         |                         |                         |  |  |                              |                              |                              |  |  |                           |                           |                           |  |  |                       |                       |                       |
|  |                         | Liang Wenbo             | 9                       |                   | Szkocja | John Higgins            | 4                       |                         |  |  |                              |                              |                              |  |  |                           |                           |                           |  |  |                       |                       |                       |
|  |                         |                         |                         |                   | Szkocja | John Higgins            | 4                       |                         |  |  |                              |                              |                              |  |  |                           |                           |                           |  |  |                       |                       |                       |
|  |                         |                         | Szkocja                 | Stephen Hendry    | 13      |                         |                         |                         |  |  |                              |                              |                              |  |  |                           |                           |                           |  |  |                       |                       |                       |
|  | Anglia                  | Stuart Bingham          | Szkocja                 | Stephen Hendry    | 13      | 4                       |                         |                         |  |  |                              |                              |                              |  |  |                           |                           |                           |  |  |                       |                       |                       |
|  | Anglia                  | Stuart Bingham          |                         |                   |         |                         |                         |                         |  |  |                              |                              |                              |  |  |                           |                           |                           |  |  |                       |                       |                       |
|  | Szkocja                 | Stephen Hendry          | 10                      |                   |         |                         |                         |                         |  |  |                              |                              |                              |  |  |                           |                           |                           |  |  |                       |                       |                       |
|  | Szkocja                 | Stephen Hendry          | 10                      |                   |         | Szkocja                 | Stephen Hendry          | 2                       |  |  |                              |                              |                              |  |  |                           |                           |                           |  |  |                       |                       |                       |
|  |                         |                         |                         |                   |         |                         |                         |                         |  |  |                              |                              |                              |  |  |                           |                           |                           |  |  |                       |                       |                       |
|  |                         |                         | Szkocja                 | Stephen Maguire   | 13      |                         |                         |                         |  |  |                              |                              |                              |  |  |                           |                           |                           |  |  |                       |                       |                       |
|  | Szkocja                 | Graeme Dott             | Szkocja                 | Stephen Maguire   | 13      | 1                       |                         |                         |  |  |                              |                              |                              |  |  |                           |                           |                           |  |  |                       |                       |                       |
|  | Szkocja                 | Graeme Dott             |                         |                   |         |                         |                         |                         |  |  |                              |                              |                              |  |  |                           |                           |                           |  |  |                       |                       |                       |
|  | Anglia                  | Joe Perry               | 10                      |                   |         |                         |                         |                         |  |  |                              |                              |                              |  |  |                           |                           |                           |  |  |                       |                       |                       |
|  | Anglia                  | Joe Perry               | 10                      |                   |         | Anglia                  | Joe Perry               | 7                       |  |  |                              |                              |                              |  |  |                           |                           |                           |  |  |                       |                       |                       |
|  |                         |                         |                         |                   |         | Anglia                  | Joe Perry               | 7                       |  |  |                              |                              |                              |  |  |                           |                           |                           |  |  |                       |                       |                       |
|  |                         |                         | Szkocja                 | Stephen Maguire   | 13      |                         |                         |                         |  |  |                              |                              |                              |  |  |                           |                           |                           |  |  |                       |                       |                       |
|  | Szkocja                 | Stephen Maguire         | Szkocja                 | Stephen Maguire   | 13      | 10                      |                         |                         |  |  |                              |                              |                              |  |  |                           |                           |                           |  |  |                       |                       |                       |
|  | Szkocja                 | Stephen Maguire         |                         |                   |         |                         |                         |                         |  |  |                              |                              |                              |  |  |                           |                           |                           |  |  |                       |                       |                       |
|  | Belgia                  | Luca Brecel             | 5                       |                   |         |                         |                         |                         |  |  |                              |                              |                              |  |  |                           |                           |                           |  |  |                       |                       |                       |
|  | Belgia                  | Luca Brecel             | 5                       |                   |         | Szkocja                 | Stephen Maguire         | 12                      |  |  |                              |                              |                              |  |  |                           |                           |                           |  |  |                       |                       |                       |
|  |                         |                         |                         |                   |         |                         |                         |                         |  |  |                              |                              |                              |  |  |                           |                           |                           |  |  |                       |                       |                       |
|  |                         |                         | Anglia                  | Allister Carter   | 17      |                         |                         |                         |  |  |                              |                              |                              |  |  |                           |                           |                           |  |  |                       |                       |                       |
|  | Anglia                  | Shaun Murphy            | Anglia                  | Allister Carter   | 17      | 8                       |                         |                         |  |  |                              |                              |                              |  |  |                           |                           |                           |  |  |                       |                       |                       |
|  | Anglia                  | Shaun Murphy            |                         |                   |         |                         |                         |                         |  |  |                              |                              |                              |  |  |                           |                           |                           |  |  |                       |                       |                       |
|  | Walia                   | Jamie Jones             | 10                      |                   |         |                         |                         |                         |  |  |                              |                              |                              |  |  |                           |                           |                           |  |  |                       |                       |                       |
|  | Walia                   | Jamie Jones             | 10                      |                   |         | Walia                   | Jamie Jones             | 13                      |  |  |                              |                              |                              |  |  |                           |                           |                           |  |  |                       |                       |                       |
|  |                         |                         |                         |                   |         | Walia                   | Jamie Jones             | 13                      |  |  |                              |                              |                              |  |  |                           |                           |                           |  |  |                       |                       |                       |
|  |                         |                         | Anglia                  | Andrew Higginson  | 10      |                         |                         |                         |  |  |                              |                              |                              |  |  |                           |                           |                           |  |  |                       |                       |                       |
|  | Anglia                  | Stephen Lee             | Anglia                  | Andrew Higginson  | 10      | 6                       |                         |                         |  |  |                              |                              |                              |  |  |                           |                           |                           |  |  |                       |                       |                       |
|  | Anglia                  | Stephen Lee             |                         |                   |         |                         |                         |                         |  |  |                              |                              |                              |  |  |                           |                           |                           |  |  |                       |                       |                       |
|  | Anglia                  | Andrew Higginson        | 10                      |                   |         |                         |                         |                         |  |  |                              |                              |                              |  |  |                           |                           |                           |  |  |                       |                       |                       |
|  | Anglia                  | Andrew Higginson        | 10                      |                   |         | Walia                   | Jamie Jones             | 11                      |  |  |                              |                              |                              |  |  |                           |                           |                           |  |  |                       |                       |                       |
|  |                         |                         |                         |                   |         |                         |                         |                         |  |  |                              |                              |                              |  |  |                           |                           |                           |  |  |                       |                       |                       |
|  |                         |                         | Anglia                  | Allister Carter   | 13      |                         |                         |                         |  |  |                              |                              |                              |  |  |                           |                           |                           |  |  |                       |                       |                       |
|  | Anglia                  | Allister Carter         | Anglia                  | Allister Carter   | 13      | 10                      |                         |                         |  |  |                              |                              |                              |  |  |                           |                           |                           |  |  |                       |                       |                       |
|  | Anglia                  | Allister Carter         |                         |                   |         |                         |                         |                         |  |  |                              |                              |                              |  |  |                           |                           |                           |  |  |                       |                       |                       |
|  | Anglia                  | Mark Davis              | 2                       |                   |         |                         |                         |                         |  |  |                              |                              |                              |  |  |                           |                           |                           |  |  |                       |                       |                       |
|  | Anglia                  | Mark Davis              | 2                       |                   |         | Anglia                  | Allister Carter         | 13                      |  |  |                              |                              |                              |  |  |                           |                           |                           |  |  |                       |                       |                       |
|  |                         |                         |                         |                   |         | Anglia                  | Allister Carter         | 13                      |  |  |                              |                              |                              |  |  |                           |                           |                           |  |  |                       |                       |                       |
|  |                         |                         | Anglia                  | Judd Trump        | 12      |                         |                         |                         |  |  |                              |                              |                              |  |  |                           |                           |                           |  |  |                       |                       |                       |
|  | Anglia                  | Judd Trump              | Anglia                  | Judd Trump        | 12      | 10                      |                         |                         |  |  |                              |                              |                              |  |  |                           |                           |                           |  |  |                       |                       |                       |
|  | Anglia                  | Judd Trump              |                         |                   |         |                         |                         |                         |  |  |                              |                              |                              |  |  |                           |                           |                           |  |  |                       |                       |                       |
|  | Walia                   | Dominic Dale            | 7                       |                   |         |                         |                         |                         |  |  |                              |                              |                              |  |  |                           |                           |                           |  |  |                       |                       |                       |
|  | Walia                   | Dominic Dale            | 7                       |                   |         | Anglia                  | Allister Carter         | 11                      |  |  |                              |                              |                              |  |  |                           |                           |                           |  |  |                       |                       |                       |
|  |                         |                         |                         |                   |         |                         |                         |                         |  |  |                              |                              |                              |  |  |                           |                           |                           |  |  |                       |                       |                       |
|  |                         |                         | Anglia                  | Ronnie O’Sullivan | 18      |                         |                         |                         |  |  |                              |                              |                              |  |  |                           |                           |                           |  |  |                       |                       |                       |
|  | Walia                   | Mark Williams           | Anglia                  | Ronnie O’Sullivan | 18      | 10                      |                         |                         |  |  |                              |                              |                              |  |  |                           |                           |                           |  |  |                       |                       |                       |
|  | Walia                   | Mark Williams           |                         |                   |         |                         |                         |                         |  |  |                              |                              |                              |  |  |                           |                           |                           |  |  |                       |                       |                       |
|  |                         | Liu Chuang              | 6                       |                   |         |                         |                         |                         |  |  |                              |                              |                              |  |  |                           |                           |                           |  |  |                       |                       |                       |
|  |                         | Liu Chuang              | 6                       |                   | Walia   | Mark Williams           | 6                       |                         |  |  |                              |                              |                              |  |  |                           |                           |                           |  |  |                       |                       |                       |
|  |                         |                         |                         |                   | Walia   | Mark Williams           | 6                       |                         |  |  |                              |                              |                              |  |  |                           |                           |                           |  |  |                       |                       |                       |
|  |                         |                         | Anglia                  | Ronnie O’Sullivan | 13      |                         |                         |                         |  |  |                              |                              |                              |  |  |                           |                           |                           |  |  |                       |                       |                       |
|  | Anglia                  | Ronnie O’Sullivan       | Anglia                  | Ronnie O’Sullivan | 13      | 10                      |                         |                         |  |  |                              |                              |                              |  |  |                           |                           |                           |  |  |                       |                       |                       |
|  | Anglia                  | Ronnie O’Sullivan       |                         |                   |         |                         |                         |                         |  |  |                              |                              |                              |  |  |                           |                           |                           |  |  |                       |                       |                       |
|  | Anglia                  | Peter Ebdon             | 4                       |                   |         |                         |                         |                         |  |  |                              |                              |                              |  |  |                           |                           |                           |  |  |                       |                       |                       |
|  | Anglia                  | Peter Ebdon             | 4                       |                   |         | Anglia                  | Ronnie O’Sullivan       | 13                      |  |  |                              |                              |                              |  |  |                           |                           |                           |  |  |                       |                       |                       |
|  |                         |                         |                         |                   |         |                         |                         |                         |  |  |                              |                              |                              |  |  |                           |                           |                           |  |  |                       |                       |                       |
|  |                         |                         | Australia               | Neil Robertson    | 10      |                         |                         |                         |  |  |                              |                              |                              |  |  |                           |                           |                           |  |  |                       |                       |                       |
|  | Anglia                  | Martin Gould            | Australia               | Neil Robertson    | 10      | 8                       |                         |                         |  |  |                              |                              |                              |  |  |                           |                           |                           |  |  |                       |                       |                       |
|  | Anglia                  | Martin Gould            |                         |                   |         |                         |                         |                         |  |  |                              |                              |                              |  |  |                           |                           |                           |  |  |                       |                       |                       |
|  | Anglia                  | David Gilbert           | 10                      |                   |         |                         |                         |                         |  |  |                              |                              |                              |  |  |                           |                           |                           |  |  |                       |                       |                       |
|  | Anglia                  | David Gilbert           | 10                      |                   |         | Anglia                  | David Gilbert           | 9                       |  |  |                              |                              |                              |  |  |                           |                           |                           |  |  |                       |                       |                       |
|  |                         |                         |                         |                   |         | Anglia                  | David Gilbert           | 9                       |  |  |                              |                              |                              |  |  |                           |                           |                           |  |  |                       |                       |                       |
|  |                         |                         | Australia               | Neil Robertson    | 13      |                         |                         |                         |  |  |                              |                              |                              |  |  |                           |                           |                           |  |  |                       |                       |                       |
|  | Australia               | Neil Robertson          | Australia               | Neil Robertson    | 13      | 10                      |                         |                         |  |  |                              |                              |                              |  |  |                           |                           |                           |  |  |                       |                       |                       |
|  | Australia               | Neil Robertson          |                         |                   |         |                         |                         |                         |  |  |                              |                              |                              |  |  |                           |                           |                           |  |  |                       |                       |                       |
|  | Irlandia                | Ken Doherty             | 4                       |                   |         |                         |                         |                         |  |  |                              |                              |                              |  |  |                           |                           |                           |  |  |                       |                       |                       |
|  | Irlandia                | Ken Doherty             | 4                       |                   |         | Anglia                  | Ronnie O’Sullivan       | 17                      |  |  |                              |                              |                              |  |  |                           |                           |                           |  |  |                       |                       |                       |
|  |                         |                         |                         |                   |         |                         |                         |                         |  |  |                              |                              |                              |  |  |                           |                           |                           |  |  |                       |                       |                       |
|  |                         |                         | Walia                   | Matthew Stevens   | 10      |                         |                         |                         |  |  |                              |                              |                              |  |  |                           |                           |                           |  |  |                       |                       |                       |
|  |                         | Ding Junhui             | Walia                   | Matthew Stevens   | 10      | 9                       |                         |                         |  |  |                              |                              |                              |  |  |                           |                           |                           |  |  |                       |                       |                       |
|  |                         | Ding Junhui             |                         |                   |         |                         |                         |                         |  |  |                              |                              |                              |  |  |                           |                           |                           |  |  |                       |                       |                       |
|  | Walia                   | Ryan Day                | 10                      |                   |         |                         |                         |                         |  |  |                              |                              |                              |  |  |                           |                           |                           |  |  |                       |                       |                       |
|  | Walia                   | Ryan Day                | 10                      |                   |         | Walia                   | Ryan Day                | 13                      |  |  |                              |                              |                              |  |  |                           |                           |                           |  |  |                       |                       |                       |
|  |                         |                         |                         |                   |         | Walia                   | Ryan Day                | 13                      |  |  |                              |                              |                              |  |  |                           |                           |                           |  |  |                       |                       |                       |
|  |                         |                         |                         | Cao Yupeng        | 7       |                         |                         |                         |  |  |                              |                              |                              |  |  |                           |                           |                           |  |  |                       |                       |                       |
|  | Irlandia Północna       | Mark Allen              | 6                       | Cao Yupeng        | 7       |                         |                         |                         |  |  |                              |                              |                              |  |  |                           |                           |                           |  |  |                       |                       |                       |
|  | Irlandia Północna       | Mark Allen              | 6                       |                   |         |                         |                         |                         |  |  |                              |                              |                              |  |  |                           |                           |                           |  |  |                       |                       |                       |
|  |                         | Cao Yupeng              | 10                      |                   |         |                         |                         |                         |  |  |                              |                              |                              |  |  |                           |                           |                           |  |  |                       |                       |                       |
|  |                         | Cao Yupeng              | 10                      |                   | Walia   | Ryan Day                | 5                       |                         |  |  |                              |                              |                              |  |  |                           |                           |                           |  |  |                       |                       |                       |
|  |                         |                         |                         |                   |         |                         |                         |                         |  |  |                              |                              |                              |  |  |                           |                           |                           |  |  |                       |                       |                       |
|  |                         |                         | Walia                   | Matthew Stevens   | 13      |                         |                         |                         |  |  |                              |                              |                              |  |  |                           |                           |                           |  |  |                       |                       |                       |
|  | Walia                   | Matthew Stevens         | Walia                   | Matthew Stevens   | 13      | 10                      |                         |                         |  |  |                              |                              |                              |  |  |                           |                           |                           |  |  |                       |                       |                       |
|  | Walia                   | Matthew Stevens         |                         |                   |         |                         |                         |                         |  |  |                              |                              |                              |  |  |                           |                           |                           |  |  |                       |                       |                       |
|  | Hongkong                | Marco Fu                | 3                       |                   |         |                         |                         |                         |  |  |                              |                              |                              |  |  |                           |                           |                           |  |  |                       |                       |                       |
|  | Hongkong                | Marco Fu                | 3                       |                   |         | Walia                   | Matthew Stevens         | 13                      |  |  |                              |                              |                              |  |  |                           |                           |                           |  |  |                       |                       |                       |
|  |                         |                         |                         |                   |         | Walia                   | Matthew Stevens         | 13                      |  |  |                              |                              |                              |  |  |                           |                           |                           |  |  |                       |                       |                       |
|  |                         |                         | Anglia                  | Barry Hawkins     | 11      |                         |                         |                         |  |  |                              |                              |                              |  |  |                           |                           |                           |  |  |                       |                       |                       |
|  | Anglia                  | Mark Selby              | Anglia                  | Barry Hawkins     | 11      | 3                       |                         |                         |  |  |                              |                              |                              |  |  |                           |                           |                           |  |  |                       |                       |                       |
|  | Anglia                  | Mark Selby              |                         |                   |         |                         |                         |                         |  |  |                              |                              |                              |  |  |                           |                           |                           |  |  |                       |                       |                       |
|  | Anglia                  | Barry Hawkins           | 10                      |                   |         |                         |                         |                         |  |  |                              |                              |                              |  |  |                           |                           |                           |  |  |                       |                       |                       |
|  | Anglia                  | Barry Hawkins           | 10                      |                   |         |                         |                         |                         |  |  |                              |                              |                              |  |  |                           |                           |                           |  |  |                       |                       |                       |
|  |                         |                         |                         |                   |         |                         |                         |                         |  |  |                              |                              |                              |  |  |                           |                           |                           |  |  |                       |                       |                       |

## Finał
| Finał: Do 18 wygranych frame'ów · Crucible Theatre, Sheffield, Anglia, 6 i 7 maja 2012 · Sędzia: Michaela Tabb |                    |                   |
| Allister Carter | 11 – 18            | Ronnie O’Sullivan |
| 6 maja Sesja popołudniowa: 37–77 (57), 1–121 (117), 85–0 (84), 57–25, 42–86 (52), 55–2, 0–108 (92), 0–141 (141) Sesja wieczorna: 84–8 (56), 21–73, 14–69 (68), 62–30, 8–73, 13–60, 83–1 (59), 34–74 (62), 52–3 7 maja Sesja popołudniowa: 0–101 (101), 12–73, 48–62, 41–81 (54), 59–9, 105–27 (105), 62–2 (53), 4–129 (64, 55) Sesja wieczorna: 0–90 (70), 78–17 (64), 0–76, 0–82 (61) |                    |                   |
| 105 | Najwyższy break    | 141               |
| 1 | Breaki stupunktowe | 3                 |
| 6 | Breaki 50-punktowe | 13                |

## Breaki stupunktowe fazy zasadniczej turnieju
| Snookerzysta      | Breaki                                                     |
| Stephen Hendry    | 147, 123, 100                                              |
| Stephen Maguire   | 142, 125, 117, 101, 101, 101                               |
| Ronnie O’Sullivan | 141, 130, 128, 117, 113, 110, 107, 104, 103, 101, 100, 100 |
| Jamie Jones       | 138, 136, 135, 134, 132, 127, 101                          |
| Martin Gould      | 136, 109                                                   |
| Allister Carter   | 134, 132, 118, 112, 105, 101                               |
| John Higgins      | 133, 124                                                   |
| Neil Robertson    | 131, 108, 106, 106, 100, 100                               |
| Cao Yupeng        | 125, 113, 108                                              |
| Matthew Stevens   | 123, 122, 116, 101                                         |
| David Gilbert     | 121                                                        |
| Judd Trump        | 120, 114                                                   |
| Ryan Day          | 119, 113, 112, 110, 100                                    |
| Luca Brecel       | 116                                                        |
| Joe Perry         | 115, 103                                                   |
| Andrew Higginson  | 111                                                        |
| Mark Williams     | 111                                                        |
| Stephen Lee       | 110, 102                                                   |
| Ken Doherty       | 104                                                        |
| Shaun Murphy      | 102, 101                                                   |
| Mark Allen        | 101                                                        |
| Ding Junhui       | 100                                                        |

## Statystyki turnieju

### Statystyki pierwszej rundy
|                   | Państwo           | Il. zawodników | % zawodników |
| ----------------- | ----------------- | -------------- | ------------ |
| Anglia            | Anglia            | 14             | 43,75%       |
| Walia             | Walia             | 5              | 15,61%       |
| Szkocja           | Szkocja           | 4              | 12,50%       |
|                   | Chiny             | 4              | 12,50%       |
| Irlandia Północna | Irlandia Północna | 1              | 3,13%        |
| Irlandia          | Irlandia          | 1              | 3,13%        |
| Australia         | Australia         | 1              | 3,13%        |
| Hongkong          | Hongkong          | 1              | 3,13%        |
| Belgia            | Belgia            | 1              | 3,13%        |

- Liczba uczestników rundy: 32 zawodników
- Liczba rozstawionych zawodników w rundzie: 16
- Liczba nierozstawionych zawodników w rundzie: 16
- Liczba zwycięstw zawodników rozstawionych: 8
- Liczba zwycięstw zawodników nierozstawionych: 8
- Liczba rozegranych partii (maksymalnie możliwa): 245 (304)
- Średnia liczba partii w meczu: 15,31
- Najwyższe zwycięstwo: 10-1
- Liczba meczów rozstrzygniętych w ostatniej partii: 2

### Statystyki drugiej rundy
|           | Państwo   | Il. zawodników | % zawodników |
| --------- | --------- | -------------- | ------------ |
| Anglia    | Anglia    | 7              | 43,75%       |
| Walia     | Walia     | 4              | 25,00%       |
| Szkocja   | Szkocja   | 3              | 18,75%       |
|           | Chiny     | 1              | 6,26%        |
| Australia | Australia | 1              | 6,26%        |

- Liczba uczestników rundy: 16 zawodników
- Liczba rozstawionych zawodników w rundzie: 8
- Liczba nierozstawionych zawodników w rundzie: 8
- Liczba zwycięstw zawodników rozstawionych: 4
- Liczba zwycięstw zawodników nierozstawionych: 4
- Liczba rozegranych partii (maksymalnie możliwa): 170 (200)
- Średnia liczba partii w meczu: 21,25
- Najwyższe zwycięstwo: 13-4
- Liczba meczów rozstrzygniętych w ostatniej partii: 1

### Statystyki ćwierćfinałów
|           | Państwo   | Il. zawodników | % zawodników |
| --------- | --------- | -------------- | ------------ |
| Walia     | Walia     | 3              | 37,50%       |
| Anglia    | Anglia    | 2              | 25,00%       |
| Szkocja   | Szkocja   | 2              | 25,00%       |
| Australia | Australia | 1              | 12,50%       |

- Liczba uczestników rundy: 8 zawodników
- Liczba rozstawionych zawodników w rundzie: 4 zawodników
- Liczba nierozstawionych zawodników w rundzie: 4 zawodników
- Liczba zwycięstw zawodników rozstawionych: 3
- Liczba zwycięstw zawodników nierozstawionych: 1
- Liczba rozegranych partii (maksymalnie możliwa): 80 (100)
- Średnia liczba partii w meczu: 20
- Najwyższe zwycięstwo: 13-2
- Liczba meczów rozstrzygniętych w ostatniej partii: 0

### Statystyki półfinałów
|         | Państwo | Il. zawodników | % zawodników |
| ------- | ------- | -------------- | ------------ |
| Anglia  | Anglia  | 2              | 50,00%       |
| Szkocja | Szkocja | 1              | 25,00%       |
| Walia   | Walia   | 1              | 25,00%       |

- Liczba uczestników rundy: 4 zawodników
- Liczba rozstawionych zawodników w rundzie: 4 zawodników
- Liczba nierozstawionych zawodników w rundzie: 0 zawodników
- Liczba zwycięstw zawodników rozstawionych: 2
- Liczba zwycięstw zawodników nierozstawionych: 0
- Liczba rozegranych partii (maksymalnie możliwa): 56 (66)
- Średnia liczba partii w meczu: 28
- Najwyższe zwycięstwo: 17-10
- Liczba meczów rozstrzygniętych w ostatniej partii: 0

## Kwalifikacje

### Pre-eliminacje

#### Runda 1
| John Parrott   | 0–5 | Patrick Wallace  |
| Joe Delaney    | 5–4 | Stephen Rowlings |
| Philip Minchin | 3–5 | Barry Stark      |
| Ali Bassiri    | 0–5 | David Singh      |
| Jamie O’Neill  | 5–4 | David Gray       |
| Les Dodd       | 0–5 | Justin Astley    |

#### Runda 2
| Patrick Wallace | 5–2 | Joe Delaney   |
| Barry Stark     | 1–5 | David Singh   |
| Stephen Ormerod | 0–5 | Jamie O’Neill |
| Del Smith       | 2–5 | Justin Astley |

### Drabinka kwalifikacji

#### Runda 1
| Igor Figueiredo | 10–5 | Jamie O’Neill |

### Rundy 2-5
|  | Runda 2 Do 10 frejmów | Runda 2 Do 10 frejmów | Runda 2 Do 10 frejmów |  | Runda 3 Do 10 frejmów | Runda 3 Do 10 frejmów | Runda 3 Do 10 frejmów |  | Runda 4 Do 10 frejmów | Runda 4 Do 10 frejmów | Runda 4 Do 10 frejmów |  | Runda 5 Do 10 frejmów | Runda 5 Do 10 frejmów | Runda 5 Do 10 frejmów |
|  |                       |                       |                       |  |                       |                       |                       |  |                       |                       |                       |  |                       |                       |                       |
|  |                       | Tian Pengfei          | 5                     |  | Szkocja               | Anthony McGill        | 10                    |  | Anglia                | Anthony Hamilton      | 10                    |  | Irlandia              | Ken Doherty           | 10                    |
|  | Anglia                | Adam Wicheard         | 10                    |  | Anglia                | Adam Wicheard         | 0                     |  | Szkocja               | Anthony McGill        | 8                     |  | Anglia                | Anthony Hamilton      | 9                     |
|  |                       |                       |                       |  |                       |                       |                       |  |                       |                       |                       |  |                       |                       |                       |
|  | Irlandia Północna     | Joe Swail             | 5                     |  | Anglia                | Ben Woollaston        | 10                    |  | Anglia                | Steve Davis           | 7                     |  | Walia                 | Dominic Dale          | 10                    |
|  | Walia                 | Daniel Wells          | 10                    |  | Walia                 | Daniel Wells          | 4                     |  | Anglia                | Ben Woollaston        | 10                    |  | Anglia                | Ben Woollaston        | 3                     |
|  |                       |                       |                       |  |                       |                       |                       |  |                       |                       |                       |  |                       |                       |                       |
|  | Anglia                | Liam Highfield        | 10                    |  | Anglia                | Andy Hicks            | 10                    |  | Walia                 | Jamie Jones           | 10                    |  | Anglia                | Ricky Walden          | 2                     |
|  | Anglia                | Matthew Couch         | 5                     |  | Anglia                | Liam Highfield        | 3                     |  | Anglia                | Andy Hicks            | 9                     |  | Walia                 | Jamie Jones           | 10                    |
|  |                       |                       |                       |  |                       |                       |                       |  |                       |                       |                       |  |                       |                       |                       |
|  | Walia                 | Andrew Pagett         | 8                     |  |                       | Xiao Guodong          | 10                    |  | Anglia                | Robert Milkins        | 10                    |  | Anglia                | Mark Davis            | 10                    |
|  | Indie                 | Aditya Mehta          | 10                    |  | Indie                 | Aditya Mehta          | 4                     |  |                       | Xiao Guodong          | 4                     |  | Anglia                | Robert Milkins        | 5                     |
|  |                       |                       |                       |  |                       |                       |                       |  |                       |                       |                       |  |                       |                       |                       |
|  |                       | Li Yan                | 10                    |  | Tajlandia             | James Wattana         | 10                    |  | Irlandia Północna     | Gerard Greene         | 10                    |  | Walia                 | Ryan Day              | 10                    |
|  | Anglia                | Paul Davison          | 4                     |  |                       | Li Yan                | 6                     |  | Tajlandia             | James Wattana         | 9                     |  | Irlandia Północna     | Gerard Greene         | 8                     |
|  |                       |                       |                       |  |                       |                       |                       |  |                       |                       |                       |  |                       |                       |                       |
|  |                       | Yu Delu               | 10                    |  | Walia                 | Michael White         | 2                     |  | Anglia                | Matthew Selt          | 5                     |  | Szkocja               | Stephen Hendry        | 10                    |
|  | Irlandia Północna     | Patrick Wallace       | 9                     |  |                       | Yu Delu               | 10                    |  |                       | Yu Delu               | 10                    |  |                       | Yu Delu               | 6                     |
|  |                       |                       |                       |  |                       |                       |                       |  |                       |                       |                       |  |                       |                       |                       |
|  | Norwegia              | Kurt Maflin           | 2                     |  | Anglia                | Dave Harold           | 9                     |  | Anglia                | Nigel Bond            | 7                     |  | Anglia                | Tom Ford              | 9                     |
|  |                       | Cao Yupeng            | 10                    |  |                       | Cao Yupeng            | 10                    |  |                       | Cao Yupeng            | 10                    |  |                       | Cao Yupeng            | 10                    |
|  |                       |                       |                       |  |                       |                       |                       |  |                       |                       |                       |  |                       |                       |                       |
|  | Anglia                | Andrew Norman         | 8                     |  |                       | Liu Song              | 9                     |  | Anglia                | Joe Jogia             | 10                    |  | Hongkong              | Marco Fu              | 10                    |
|  | Brazylia              | Igor Figueiredo       | 10                    |  | Brazylia              | Igor Figueiredo       | 10                    |  | Brazylia              | Igor Figueiredo       | 7                     |  | Anglia                | Joe Jogia             | 4                     |
|  |                       |                       |                       |  |                       |                       |                       |  |                       |                       |                       |  |                       |                       |                       |
|  | Anglia                | Ian McCulloch         | 2                     |  | Anglia                | Barry Pinches         | 3                     |  | Anglia                | Michael Holt          | 9                     |  | Anglia                | Mark King             | 8                     |
|  | Belgia                | Luca Brecel           | 10                    |  | Belgia                | Luca Brecel           | 10                    |  | Belgia                | Luca Brecel           | 10                    |  | Belgia                | Luca Brecel           | 10                    |
|  |                       |                       |                       |  |                       |                       |                       |  |                       |                       |                       |  |                       |                       |                       |
|  | Anglia                | Sam Craigie           | 9                     |  | Malta                 | Tony Drago            | 7                     |  |                       | Liang Wenbo           | 10                    |  | Szkocja               | Marcus Campbell       | 9                     |
|  | Anglia                | Justin Astley         | 10                    |  | Anglia                | Justin Astley         | 10                    |  | Anglia                | Justin Astley         | 3                     |  |                       | Liang Wenbo           | 10                    |
|  |                       |                       |                       |  |                       |                       |                       |  |                       |                       |                       |  |                       |                       |                       |
|  | Anglia                | David Gilbert         | 10                    |  | Anglia                | Jimmy Robertson       | 9                     |  | Anglia                | Mike Dunn             | 6                     |  | Irlandia              | Fergal O’Brien        | 4                     |
|  | Anglia                | Stuart Carrington     | 7                     |  | Anglia                | David Gilbert         | 10                    |  | Anglia                | David Gilbert         | 10                    |  | Anglia                | David Gilbert         | 10                    |
|  |                       |                       |                       |  |                       |                       |                       |  |                       |                       |                       |  |                       |                       |                       |
|  | Anglia                | Rod Lawler            | 10                    |  |                       | Liu Chuang            | 10                    |  | Anglia                | Jimmy White           | 8                     |  | Anglia                | Jamie Cope            | 7                     |
|  | Tajlandia             | Dechawat Poomjaeng    | 8                     |  | Anglia                | Rod Lawler            | 7                     |  |                       | Liu Chuang            | 10                    |  |                       | Liu Chuang            | 10                    |
|  |                       |                       |                       |  |                       |                       |                       |  |                       |                       |                       |  |                       |                       |                       |
|  | Irlandia              | David Morris          | 10                    |  | Anglia                | Mark Joyce            | 4                     |  | Szkocja               | Alan McManus          | 7                     |  | Anglia                | Barry Hawkins         | 10                    |
|  | Polska                | Kacper Filipiak       | 2                     |  | Irlandia              | David Morris          | 10                    |  | Irlandia              | David Morris          | 10                    |  | Irlandia              | David Morris          | 4                     |
|  |                       |                       |                       |  |                       |                       |                       |  |                       |                       |                       |  |                       |                       |                       |
|  | Tajlandia             | Passakorn Suwannawat  | 10                    |  | Anglia                | Peter Lines           | 10                    |  | Anglia                | Rory McLeod           | 5                     |  | Anglia                | Andrew Higginson      | 10                    |
|  | Indie                 | David Singh           | 5                     |  | Tajlandia             | Passakorn Suwannawat  | 4                     |  | Anglia                | Peter Lines           | 10                    |  | Anglia                | Peter Lines           | 4                     |
|  |                       |                       |                       |  |                       |                       |                       |  |                       |                       |                       |  |                       |                       |                       |
|  | Anglia                | Sam Baird             | 8                     |  | Anglia                | Alfie Burden          | 10                    |  | Anglia                | Jack Lisowski         | 3                     |  | Anglia                | Peter Ebdon           | 10                    |
|  | Anglia                | David Grace           | 10                    |  | Anglia                | David Grace           | 5                     |  | Anglia                | Alfie Burden          | 10                    |  | Anglia                | Alfie Burden          | 0                     |
|  |                       |                       |                       |  |                       |                       |                       |  |                       |                       |                       |  |                       |                       |                       |
|  | Anglia                | Adam Duffy            | 10                    |  | Anglia                | Adrian Gunnell        | 8                     |  | Szkocja               | Jamie Burnett         | 10                    |  | Anglia                | Joe Perry             | 10                    |
|  | Indie                 | Lucky Vatnani         | 2                     |  | Anglia                | Adam Duffy            | 10                    |  | Anglia                | Adam Duffy            | 7                     |  | Szkocja               | Jamie Burnett         | 8                     |

## Breaki stupunktowe kwalifikacji
- 147 Robert Milkins
- 145, 128 Ben Woollaston
- 142, 125 Jamie Burnett
- 140, 134 Jamie Jones
- 140, 103 Aditya Mehta
- 140 Xiao Guodong
- 139, 138, 103 Liu Chuang
- 136, 107 Liang Wenbo
- 135, 124, 100 David Gilbert
- 134, 112, 110 Ken Doherty
- 134 Sam Baird
- 129, 107 Stephen Hendry
- 128, 102 Anthony Hamilton
- 127, 125 Barry Hawkins
- 123 Adam Duffy
- 122 Passakorn Suwannawat
- 120 Daniel Wells
- 117 Nigel Bond
- 116 Andy Hicks
- 113, 102 Jimmy Robertson
- 112, 101 Ryan Day
- 110, 100 Marco Fu
- 110 Peter Lines
- 108 Luca Brecel
- 108 Fergal O’Brien
- 107, 103 Jamie Cope
- 107, 102 Tom Ford
- 106 Anthony McGill
- 105 David Morris
- 105 David Grace
- 105 Michael Holt
- 103 Justin Astley
- 103 Rod Lawler
- 102 Andrew Pagett
- 102 Peter Ebdon
- 101 Liam Highfield
- 101 Adrian Gunnell
- 101 Cao Yupeng
- 100 David Gray